# 596

596(오백구십육)은 595보다 크고 597보다 작은 자연수다.

## 수학
- 합성수로, 그 약수는 1, 2, 4, 149, 298, 596이다. 진약수의 합은 454이므로, 596은 부족수다.
- {\displaystyle 596=14^{2}+20^{2}}
  - 서로 다른 두 자연수의 제곱합으로 나타낼 수 있는 수다.
- {\displaystyle 596=12^{2}+14^{2}+16^{2}}
  - 연속하는 세 짝수의 제곱합으로 나타낼 수 있으며, 이 성질을 지닌 앞의 수는 440, 다음 수는 776이다.
- {\displaystyle 596=9^{2}+11^{2}+13^{2}+15^{2}}
  - 연속하는 네 홀수의 제곱합으로 나타낼 수 있으며, 이 성질을 지닌 앞의 수는 420, 다음 수는 804다.

## 과학·기술
- 596(일본어판, 영어판): 1964년 실시된 중화인민공화국 최초의 핵실험 코드.
- NGC 596(영어판): 고래자리 방향에 있는 타원은하.

## 교통
- 596번 지방도 (폐지): 충청북도 청원군 오창읍에서 충청북도 청주시 흥덕구까지 이어지던 대한민국의 과거 지방도.
- 596번 홋카이도도(일본어판): 홋카이도 가토군 시호로정 내를 관통하는 일본의 현도.

## 군사
- U-596(영어판): 제2차 세계 대전에 사용된 나치 독일의 군용 잠수함.

## 문화유산
- 대한민국의 보물 제596호: 궁궐도 (해제)[a]

## 기타
- 연도: 596년, 기원전 596년